# Mythimna comma
Mythimna comma (Leucania coma) es una polilla de la familia Noctuidae. Algunos autores lo colocan en el género Leucania. Se encuentra en toda Europa.
Las alas anteriores de esta especie comparten el color del suelo pálido y venación prominente de otros "zócalos", pero tiene mucho más fuertes marcas oscuras que la mayoría que sus parientes, entre ellos una gruesa vena basal negra. Las alas posteriores son de color gris o marrón oscuro con ligeros flecos. La envergadura es de 35 a 42 mm. Esta especie vuela en la noche en junio y julio y se siente atraído por la luz y el azúcar.
La larva se alimenta de varias gramíneas como la Deschampsia y Festuca. La especie inverna como larva madura en una celda debajo de la superficie del suelo.